# Oscar Augusto Uriondo
Oscar Augusto Uriondo (n. San Ignacio, Tucumán, 1901—m. Buenos Aires, 1996) fue un militar argentino que desempeñó un papel importante en la Revolución del 43 (1943-1946). Teniendo el rango de teniente coronel, fue uno de los fundadores y líderes del Grupo de Oficiales Unidos (GOU). En 1955 integró la junta militar que reemplazó al presidente Juan Domingo Perón cuando este fue derrocado por un golpe de Estado.

## Biografía
Oscar Augusto Uriondo fue uno de los fundadores del Grupo de Oficiales Unidos (GOU) en 1943. Participó en el golpe de Estado del 4 de junio de 1943 que derrocó al presidente Ramón Castillo y dio origen a la Revolución del 43. Fue designado entonces a la secretaría del Ministerio de Guerra, bajo la dirección de Juan D. Perón.
Luego de la Revolución del 43, durante los dos gobiernos de Juan Domingo Perón (1946-1952 y 1952-1955), continuó realizando su carrera militar, alcanzando el rango de general de división y desempeñándose como Jefe de Enlace de los ministerios y Jefe de la Oficina de Coordinación e Informaciones de la Presidencia de la Nación.
Estuvo envuelto en aspectos de la geopolítica peronista respecto al Cono Sur y Brasil. Rogelio García Lupo dice:

Uriondo participaba de los proyectos geopolíticos de Perón y en 1953, cuando el general Ibañez visitó Buenos Aires ya siendo presidente de Chile, lo acompañó como edecán militar del más alto nivel, por lo que mereció una condecoración chilena.

Si bien fuertemente ligado a Perón desde su designación al ministerio de Guerra, se distanció del círculo íntimo del mandatário durante el segundo gobierno peronista. Fue director de la Escuela Superior de Guerra (1953-1954) y Cuartel Maestre General del Ejército (1954-1955). Al ser derrocado Perón por el golpe de Estado del 16 de septiembre de 1955, integró la junta militar que reemplazó a Perón hasta la toma del poder por los golpistas y frente a la cual presentó su renuncia. Detenido en un navío de la Armada Argentina luego del golpe, fue puesto en libertad poco después por el gobierno de facto de Pedro Eugenio Aramburu que lo pasó a retiro con el rango de general de división.
Reconocido como historiador con numerosos escritos sobre la historia argentina, fue el presidente del Instituto Nacional de Investigaciones Históricas Juan Manuel de Rosas entre 1968 y 1969.
Uno de sus hermanos, el general Carlos Alberto Uriondo, fue nombrado gobernador de la Provincia de Santiago del Estero (1967-1970) por el gobierno de facto de Juan Carlos Onganía.
Su sobrino Luis Enrique Uriondo, cuando menor de edad, integró Uturuncos, el primer grupo guerrillero rural formado en la Argentina. Ha sido erróneamente descrito como siendo «su hijo» por Ernesto Salas en un artículo web, que más tarde corrigió ese error en su libro sobre el mismo tema.
Fue elegido diputado nacional (PJ) de Santiago del Estero (1991) y posteriormente nombrado secretario ejecutivo del Consejo de Seguridad Interior (2000), asesor de gabinete en el Ministerio de Defensa (2003) y director de Inteligencia Estratégica Militar (2004).